# Danny Rodrigues
Danny Rodrigues, ou Danny Pinheiro-Rodrigues, est un gymnaste artistique français, né le 16 avril 1985 à Rouen.

## Biographie
Il compte plusieurs titres de champion de France aux anneaux lors des Championnats de France Élite au Mans en 2004, à Toulon en 2008 et à Liévin en 2009 ainsi qu'une 3e place au concours général à Nantes en 2006 (et seconde aux anneaux).
Au niveau international, il remporte deux principaux succès, en 2005 lors des Championnats du Monde à Melbourne où il termine 5e aux anneaux et aux Championnats d'Europe 2008 avec une médaille de bronze aux anneaux à Lausanne derrière notamment le hollandais Yuri van Gelder.
Il se fait opérer de l'épaule en 2010, ce qui l'empêche de participer aux compétitions mondiales lors de la saison. De retour de blessure, il ambitionne une médaille lors des JO 2012 à Londres. Rodrigues s'y qualifie à l'issue des Championnats de France à Nantes en réalisant le mouvement technique aux anneaux le plus compliqué du monde (7,1 points de difficultés), ce qui lui permet de prétendre à une médaille olympique. Toutefois, à son deuxième entraînement du 26 juin, Rodrigues se rompt le tendon d'un biceps sur un mouvement d'élan à cet agrès et doit donc déclarer forfait. Pierre-Yves Bény le remplace dans la sélection française pour les JO 2012. En septembre 2012, il change de lieu d'entrainement passant de l'INSEP à son club à Sotteville-lès-Rouen: La Sottevillaise. Il réussit à glaner une 2e médaille de bronze européenne aux anneaux en avril 2013 à Moscou. À Anvers au mondial, il se hisse en finale des anneaux pour la 3e fois de sa carrière, il pose les mains à la sortie et termine 8e comme en 2009 à Londres.

## Palmarès

### Jeux olympiques
- Pékin 2008
  - 5e aux anneaux.

- Rio 2016
  - 7e aux anneaux.

### Championnats du monde
- Melbourne 2005
  - 5e aux anneaux.

- Londres 2009
  - 8e aux anneaux.

- Anvers 2013
  - 8e aux anneaux.

### Championnats d'Europe
- Moscou 2013
  -  aux anneaux.
- Berlin 2011
  - 5e aux anneaux.
- Milan 2009
  - 5e aux anneaux.
- Lausanne 2008
  -  aux anneaux.
  - 5e au concours général par équipes.
- Debrecen 2005
  - 7e aux anneaux.

### Championnats de France
| Épreuve/Année               | Nantes 2012 |
| --------------------------- | ----------- |
| Concours général individuel |             |
| Exercices au sol            |             |
| cheval d'arçon              |             |
| anneaux                     | 1er         |
| Saut de cheval              |             |
| Barres parallèles           | 2e          |
| Barre fixe                  |             |